# Góry Kantabryjskie

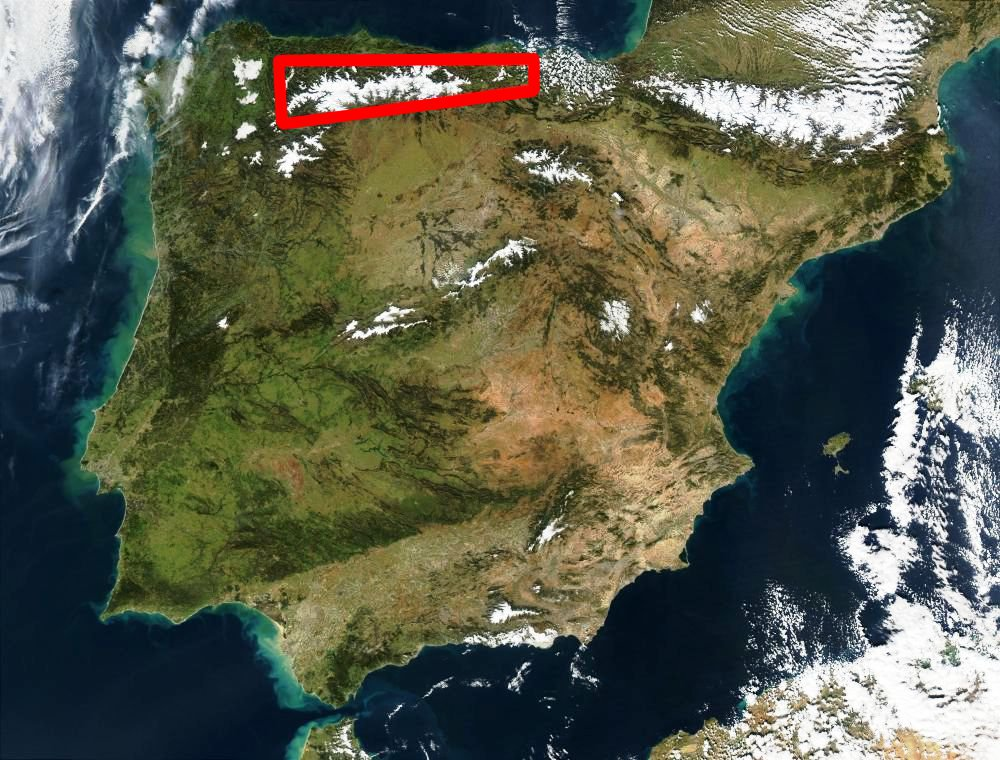
Położenie Gór Kantabryjskich zaznaczono czerwoną ramką.

Góry Kantabryjskie (hiszp. Cordillera Cantábrica, ast. Cordelera Cantábrica, gal. Cordilleira Cantábrica, bask. Kantauriar mendilerroa) – łańcuch górski w północnej części Hiszpanii na Półwyspie Iberyjskim, położone na północnym skraju Mesety Iberyjskiej, usytuowane równolegle do wybrzeża Zatoki Biskajskiej, ku której stromo opadają. Na zachodzie graniczą z Masywem Galicyjskim, na południowym wschodzie z Górami Iberyjskimi.
Oddzielają Kastylię od Asturii i Kantabrii.
Góry silnie rozczłonkowane. Składają się z kilku grzbietów.
Góry Kantabryjskie powstały w orogenezie hercyńskiej. Długość ok. 450 km, najwyższe wzniesienie Torre de Cerredo w masywie Picos de Europa ma wysokość 2648 m n.p.m. Grzbiety gór zbudowane są z wapieni, marmurów i kwarcytów, obniżenia z mniej odpornych łupków i piaskowców. Jest to obszar najbogatszy w skały wapienne na Półwyspie Iberyjskim. Miąższość wapieni dochodzi do 2,5 km. Licznie występują formy krasowe − wąwozy, jaskinie i in. Występują ślady czwartorzędowych zlodowaceń plejstoceńskich. Występują tu złoża węgla kamiennego, rud żelaza i cynku.
Wilgotne stoki północne porastają lasy liściaste (lasy dębowe do 1000 m, a bukowe do 1700 m), południowe suche stoki są pokryte zaroślami typu makia.
Góry Kantabryjskie są słabo zaludnione, jedyne przejście drogowe i kolejowe prowadzi przez przełęcz Pajares na wysokości 1364 m n.p.m.
W Górach Kantabryjskich, w rejonie Picos de Europa miała miejsce bitwa pod Covadongą – pierwsze zwycięskie starcie wojsk chrześcijańskich z Maurami – uznawany tradycyjnie za początek Rekonkwisty.
Do Gór Kantabryjskich włącza się niekiedy leżące dalej na wschodzie Góry Baskijskie (wtedy to łączna długość wynosi około 600 km), które są odrębnym regionem powstałym w orogenezie alpejskiej, znacznie niższym (Aitzkorri 1544 m n.p.m.) i powiązanym geologicznie z Pirenejami.